# تحصیل خوشاب
تحصیل خوشاب (به انگلیسی: Khushab Tehsil) یک تحصیل در پاکستان است که در پنجاب واقع شده‌است.

## تاریخ
خوشاب در دوره تمدن دره سند منطقه ای کشاورزی با جنگل بوده است. دوره ودایی با فرهنگ هند و آریایی مشخص می شود که از آسیای مرکزی حمله کرد و در منطقه پنجاب ساکن شد. کامبوجاها، داراداس‌ها، کایکایاها، مدرس‌ها، پاوراواس‌ها، یاودهیاها، مالاواها، سایندهاوها و کوروس‌ها به منطقه باستانی پنجاب حمله کردند، ساکن شدند و بر آن حکومت کردند. اسکندر پس از تسخیر امپراتوری هخامنشی در سال 331 پیش از میلاد، با لشکری 50000 نفری به منطقه پنجاب امروزی لشکر کشید. خوشاب توسط امپراتوری موریا، پادشاهی هندو-یونانی، امپراتوری کوشان، امپراتوری گوپتا، هون های سفید، کوشانو-هفتالی ها و پادشاهی های ترک و شاهی هندو اداره می شد.
در سال 997 پس از میلاد، سلطان محمود غزنوی، امپراتوری سلسله غزنویان را که توسط پدرش سلطان سبوکتگین تأسیس شده بود، به دست گرفت. در سال 1005 شاهیان را در کابل در سال 1005 فتح کرد و در پی آن فتوحات منطقه پنجاب را به دنبال داشت. سلطنت دهلی و بعداً امپراتوری مغول بر این منطقه حکومت می کردند. منطقه پنجاب عمدتاً مسلمان شد و به خاطر قدیسان صوفی مبلغی که درگاه‌هایشان در چشم‌انداز منطقه پنجاب پراکنده است، مسلمان شد.
پس از زوال امپراتوری مغول، امپراتوری سیک به تحصیل خوشاب حمله کرد و آن را اشغال کرد. مسلمانان در دوران حکومت سیک ها با محدودیت هایی مواجه بودند. در زمان حکومت بریتانیا، خوشاب از تحصیلات ناحیه شاهپور قدیم بود، تحصیل در آن زمان 2536 مایل مربع (6570 کیلومتر مربع) مساحت داشت. جمعیت طبق سرشماری سال 1901، 161885 نفر بود که از سال 1891 بیش از 10000 نفر افزایش یافته است.
جمعیت عمدتا مسلمان از جنبش مسلم لیگ و پاکستان حمایت می کردند. پس از استقلال پاکستان در سال 1947، اقلیت هندوها و سیک ها به هند مهاجرت کردند و مهاجران مسلمان از هند در تحصیل خوشاب ساکن شدند.